# Asambleas Constituyentes de Costa Rica de 1838 a 1870

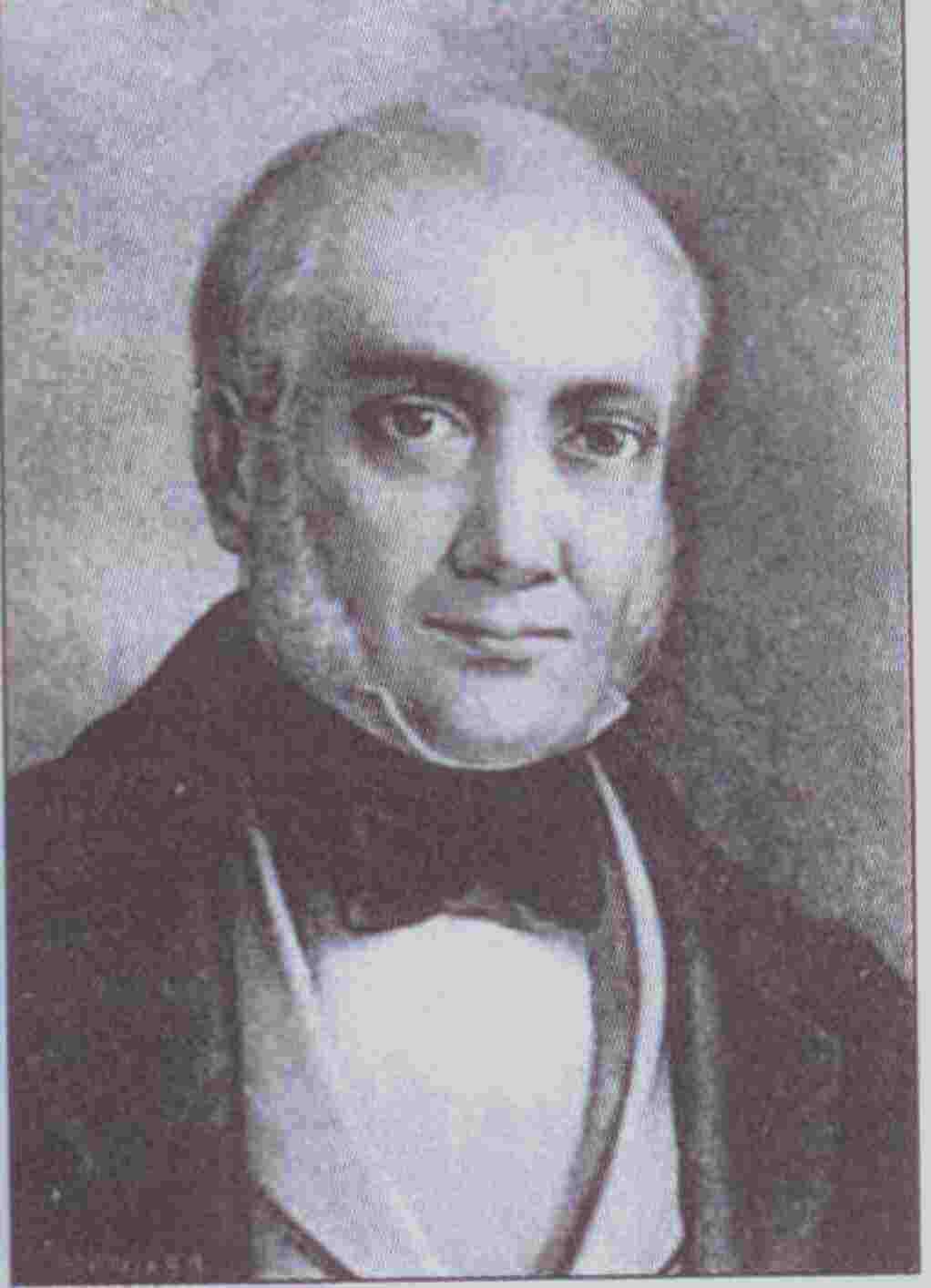
Braulio Carrillo Colina.

De 1838 a 1870 se suscitaron gran cantidad de Asambleas Constituyentes con mayor o menor grado de efectividad, independencia o facultad legislativa. Como es costumbre en Costa Rica, después de una ruptura del orden constitucional que defenestra un gobierno, se convocaba una Constituyente que legitimaba al nuevo gobierno (costumbre que se mantuvo en 1871, 1917 y 1949). Durante la muy inestable segunda mitad del siglo XIX en que se dieron gran cantidad de golpes de Estado, las Constituciones proliferaron tanto como los golpes, así como sus Asambleas. 

## Asambleas
Braulio Carrillo asume el poder en Costa Rica en calidad de dictador en 1838 y convoca a una Asamblea Constituyente que se suspende indefinidamente. Carrillo emite por vía decreto la Ley de Bases y Garantías que opera como Constitución de facto.

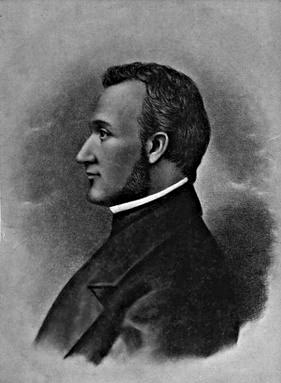
Francisco Morazán Quesada.

En abril de 1842 el general Francisco Morazán toma el poder en Costa Rica derrocando a Carrillo y convocando a una Asamblea Constituyente en junio. Esta tendría además potestades legislativas, aun cuando las mismas no son propias de un Poder Constituyente. 
Derrocado Morazán y electo presidente interino José María Alfaro éste convoca el 5 de abril de 1843 a una Asamblea Constituyente que se instaura oficialmente el 1 de junio. Esta Constituyente sería la segunda última en asumir atribuciones legislativas, si bien mayormente se reducía a ratificar las leyes que le remitía Alfaro. Redactó la Constitución de 1844, misma que dejaría descontentos a la jerarquía militar que derrocaría al gobernante del momento, Antonio Pinto Soares quien devolvería el poder a Alfaro el 7 de junio de 1846.
Este vuelve a convocar una Asamblea Constituyente que funcionaría hasta 1847 emitiendo la Constitución de ese año. La cual sería reformada, de nuevo vía Constituyente, en 1848.
Siendo presidente José María Montealegre Fernández operó una Asamblea Constituyente del 16 de octubre al 26 de diciembre de 1859, que redactó la Constitución respectiva. 

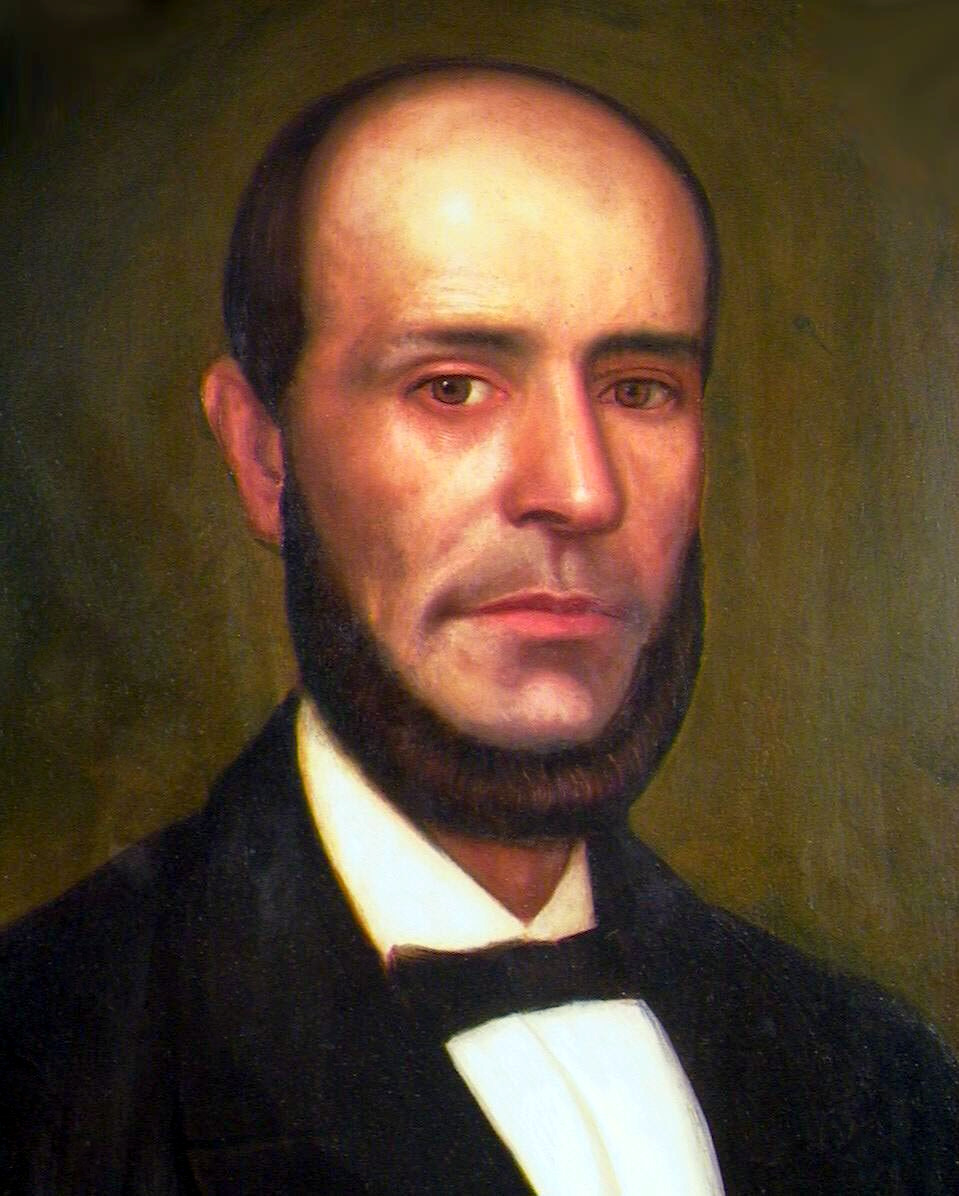
Jesús Jiménez Zamora.

En 1868 Jesús Jiménez Zamora derroca a José María Castro Madriz convocando a una constituyente el 15 de noviembre de ese año y legisla por decreto autoritariamente. La Asamblea inicia funciones el 1 de enero de 1869 y tomando como base la Constitución de 1859, emitiría en 18 de febrero la Constitución de 1869, misma que tendría una duración efímera pues, derrocado Jiménez por Tomás Guardia y electo presidente provisional Bruno Carranza, este convoca una constituyente en 1870 que le acepta la renuncia. Las diferencias entre esta Asamblea y el presidente de facto Tomás Guardia llevan a la abolición de ésta por Guardia y a la convocatoria de una nueva Asamblea en 1871 que redacta la Constitución de ese año y la de más estable duración en la historia, pues duraría (salvo breves interrupciones) hasta 1949.